# Іванівці (Жмеринський район)
Іва́нівці (пол. Iwanowce)  — село в Україні, у Барській міській громаді Жмеринського району Вінницької області.

## Географія
Розташоване за 5 кілометрів від центру громади, за 8 км від залізничної станції Васютинці, 60 км від Вінниці. Через село проходить шосейна дорога.
Селом протікає річка Шевчичка, у межах села утворює ставок. До другої половини 20 століття була заболоченою. Під час нападів татари змушені були робити гребельки, щоб подолати заболочену місцевість, ці насипи збереглися.

## Історія
Перші згадки в історичних документах датуються серединою XV століття та пов'язані з майновими правами на поселення Рів (сучасне місто Бар) та навколишні села. В 1456 році польський король Казимир дозволяє воєводі руському Анджею Одровонжу викупити Рів з Ялтушковом, Іванівцями, Кумановом та іншими селами у родичів Стогнєва Рея з Шумська.
1493 року в селі Іванівка нараховувалося 16 хат.
Під час люстрації 1616 року зазначалося, що власниками села були Іванівські-Овсянікові, які за володіння селом несли військову службу при Хмільницькому замку.
У XVI — першій половині XVIII століття село часто зазнавало нападів кримських і ногайських татар — знаходилося поблизу «Кучманського шляху» — відгалуження Чорного шляху, яким татари користувалися для нападів на Поділля та західноукраїнські землі.
Школа в селі заснована 1869 року.
З 1923 року село входить до складу Барського району.
Під час другого голодомору у 1932–1933 роках, проведеного радянською владою, загинуло 10 осіб.
Згідно з переписом УРСР 1970-х років, у селі проживало 1732 людей.
На території села розміщувався господарський центр колгоспу, господарство мало в користуванні 2446 гектарів землі, з них 1800 орної. В колгоспі вирощували зернові культури та цукрові буряки, було розвинуте м'ясо-молочне тваринництво.
В селі працювали бібліотека, клуб, восьмирічна школа, фельдшерсько-акушерський пункт, профілакторій.
Виходила колгоспна багатотиражна газета.
12 червня 2020 року, відповідно до Розпорядження Кабінету Міністрів України № 707-р «Про визначення адміністративних центрів та затвердження територій територіальних громад Вінницької області», увійшло до складу Барської міської громади.
19 липня 2020 року, в результаті адміністративно-територіальної реформи та ліквідації Барського району, село увійшло до складу Жмеринського району.

## Населення
В 2011 році у селі проживало 1423 людей.

### Мова
Розподіл населення за рідною мовою за даними перепису 2001 року:
| Мова            | Відсоток |
| --------------- | -------- |
| українська      | 98,37 %  |
| російська       | 1,28 %   |
| інші/не вказали | 0,35 %   |

## Відомі особи
Бега Ярослав Іванович (24 лютого 1983 — 27 липня 2023) — учасник російсько-української війни. Нагороджений орденом «За мужність» III ступеня (посмертно).

## Інфраструктура
Станом на осінь 2013 року функціонує амбулаторія загальної практики сімейної медицини, працює загальноосвітня школа 1-2 ступенів, в 2013—2014 роках навчається 103 учні.

## Релігія
В селі існує храм Введення Пресвятої Богородиці, понад 30 років його настоятелем служив митрофорний протоієрей Криванич Георгій Михайлович, нагороджений 16-ма церковними нагородами. В 2020 році він пішов з життя і його місце зайняв син Юрій Криванич

## Пам'ятки
У селі є пам'ятки:
- Пам'ятник 136 воїнам-односельчанам, загиблим на фронтах Великої Вітчизняної війни[7], 1967. Пам'ятка розташована біля клубу;
- Братська могила більше 3 тисяч жертв фашизму[8], 1992. Пам'ятка розташована в лісі.

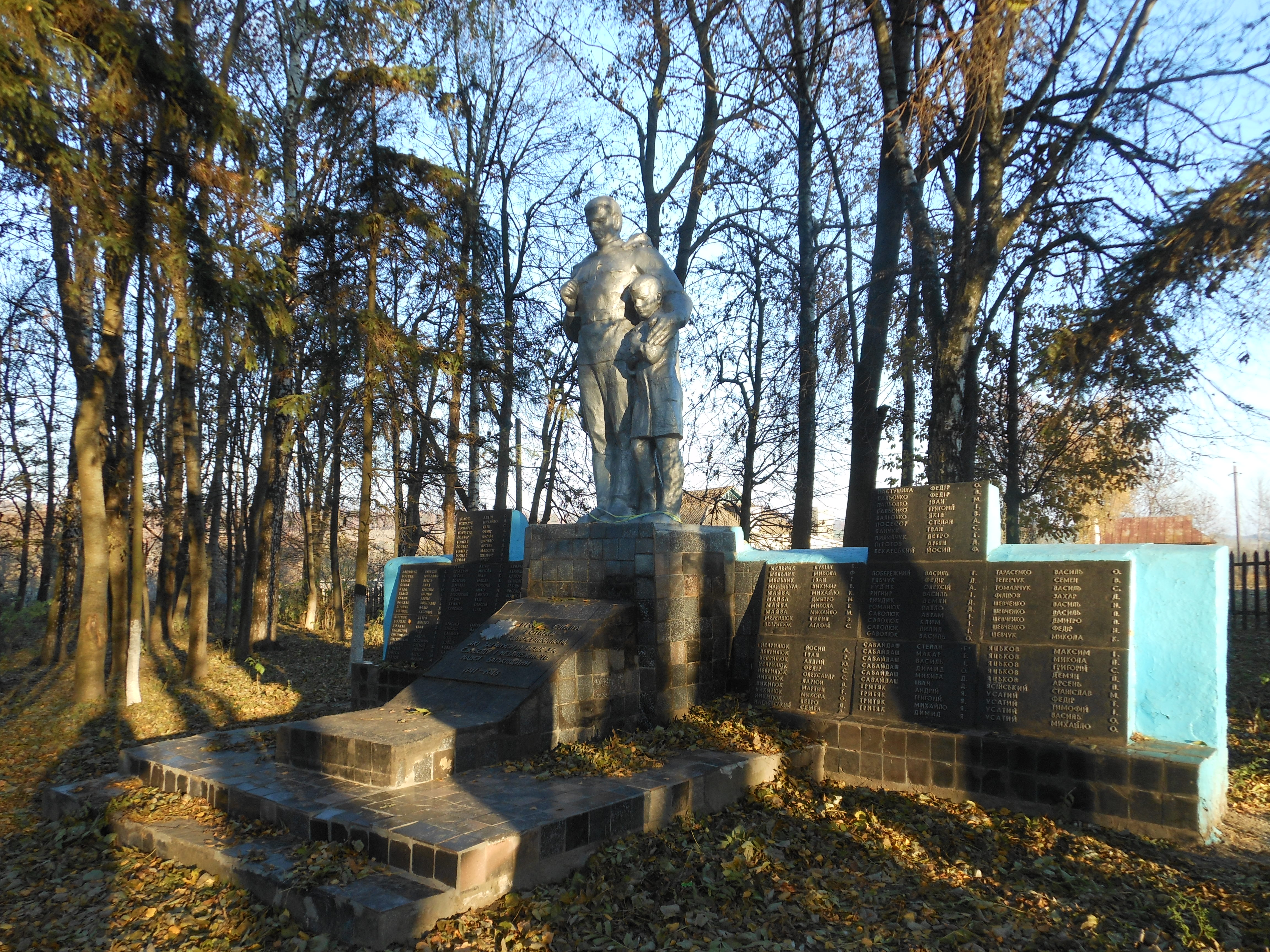
Пам'ятник 136 воїнам -односельчанам, загиблим на фронтах ВВВ
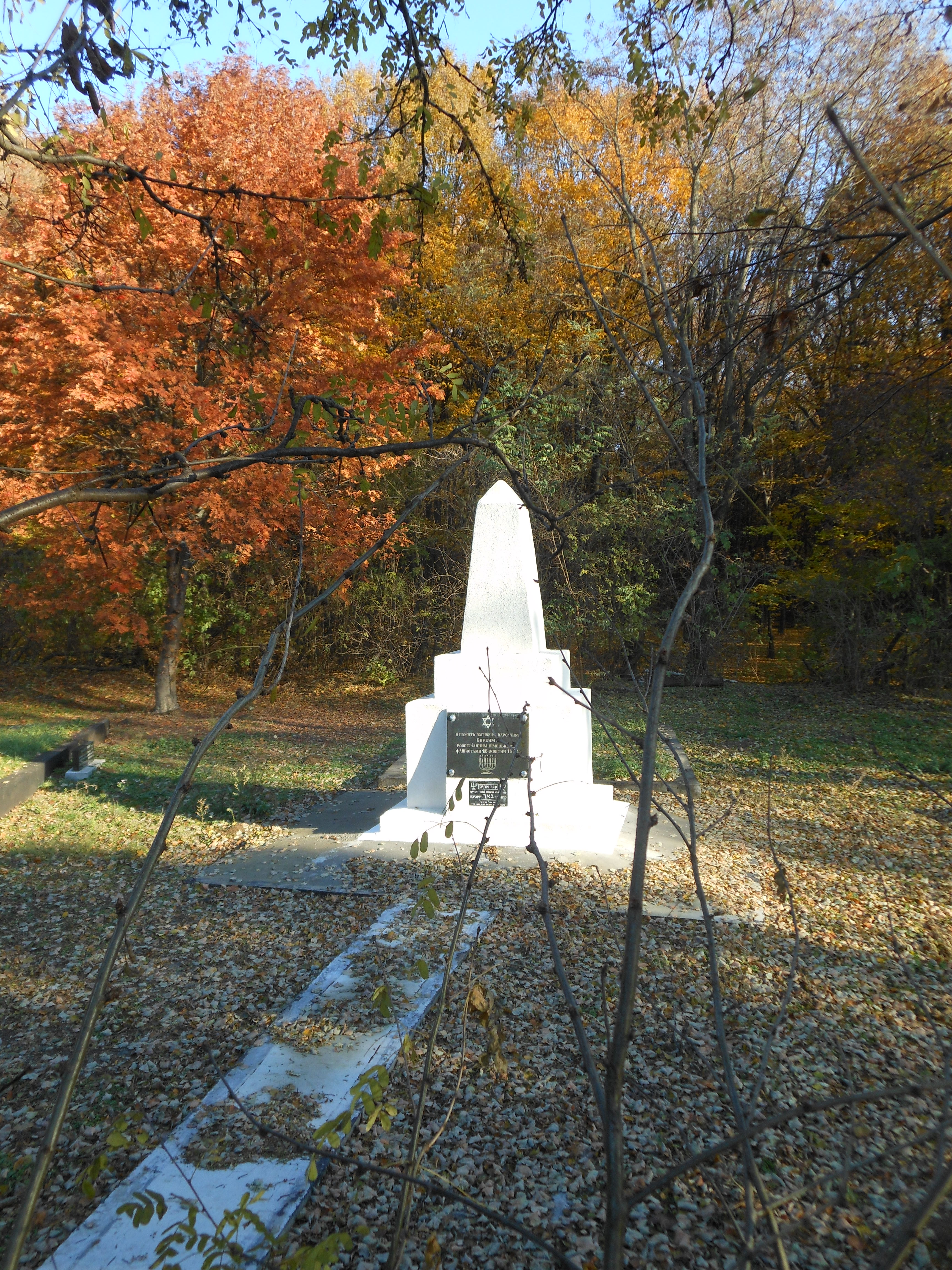
Братська могила більше 3 тисячам жертв фашизму